# Melitaea neglecta
Melitaea neglecta är en fjärilsart som beskrevs av Schultz 1908. Melitaea neglecta ingår i släktet Melitaea och familjen praktfjärilar. Inga underarter finns listade i Catalogue of Life.